# Карич, Харун
Харун Карич (босн. Harun Karić; 30 ноября 2002, Тузла) — боснийский футболист, центральный полузащитник клуба «Абдыш-Ата».

## Клубная карьера
Заниматься футболом начал в футбольной школе в родном городе, затем перешёл в академию клуба «Звезда 09». В составе юношеской команды стал чемпионом страны. В 17 лет подписал первый профессиональный контракт. За первую команду дебютировал 29 февраля 2020 года в матче против столичного «Железничара», заменив на 67-й минуте Деяна Попару. В феврале 2022 года перешёл в «Градину». Дебютировал 5 марта в игре с «Томиславом», заменив в перерыве Звонимира Микича.
Летом 2022 года присоединился к «Тузла Сити». Дебютировал 14 июля в ответном матче первого квалификационного раунда Лиги конференций против «Тре Пенне», выйдя в стартовом составе. В чемпионате дебютировал 10 августа в игре с «Сараево». Первым результативным действием отметился 10 сентября, отдав пас на гол Петара Мишича в ворота «Слоги». Первый гол забил 19 октября в матче Кубка Боснии и Герцеговины против «Модричи».
Летом 2023 года перешёл в хорватскую «Локомотиву». За клуб не дебютировал, единственный раз в заявку попал 1 сентября на матч против «Славен Белупо». Зимой 2024 года расторг контракт и вернулся на родину, подписав контракт с «Железничаром» из Сараево до лета 2025. Дебютировал 17 февраля в игре с «Зриньски», выйдя в старте.
С января 2025 года — игрок «Абдыш-Аты».

## Карьера в сборной
За сборную до 19 лет дебютировал 9 февраля 2021 года в товарищеском матче против сборной Черногории, заменив на 57-й минуте Драгана Билбию. За молодёжную сборную дебютировал 23 сентября 2022 года в товарищеской игре со сборной Швейцарии. Участвовал в отборе к Евро 2025.

## Личная жизнь
Закончил медицинскую школу, учится в медицинском университете.